# Pavle Jurina
Pavle "Pavo" Jurina (Ledenik kraj Našica, 2. siječnja 1955. – Bjelovar, 2. prosinca 2011.), hrvatski trener i bivši hrvatski rukometaš. 

## Športska karijera
Rukomet počeo igrati 1972. god. u RK "Partizan" (danas RK Nexe) Našice, igrajući do 1976. kad prelazi u bjelovarski RK Partizan (Bjelovar).
Igrao je za jugoslavensku reprezentaciju 140 puta. Od velikih natjecanja, značajan je kao sudionik Olimpijskih igara 1980. i 1984. Na igrama 1980. u Moskvi je osvojio 6. mjesto, odigravši svih 6 susreta i postigavši 33 pogotka (trener Jezda). Iste godine igrao je dva puta za selekciju svijeta, u Dortmundu i Göteborgu. 1984. je na OI u Los Angelesu osvojio zlatno odličje. Unatoč teškoj ozljedi leđa (discus hernia), odigrao je svih 6 susreta i postigao 5 pogodaka (trener Pokrajac). 1982. je na svjetskom prvenstvu u Dortmundu osvojio srebrno odličje. 1979. osvojio zlatno odličje na mediteranskim igrama u Splitu (trener reprezentacije Jezdimir Stanković). 1983. osvojio je zlatno odličje na Mediteranskim igrama u Maroku (Casablanca) (trener reprezentacije Branislav Pokrajac). 1977. osvojio je srebrno odličje na studentskom prvenstvu svijeta u Poljskoj (trener rep. Zdravko Malić). S Bjelovarom je osvojio 2 prvenstva Jugoslavije 1977., 1979. i jugoslavenski kup 1976. god. (trener Zvonko Jandroković).
Proglašen je najboljim rukometašem Hrvatske 1979., 1980. i 1982. godine a u Bjelovaru proglašen najboljim sportašem 1980., 1982. i 1984. godine. S jugoslavenskom reprezentacijom u više navrata osvaja laskave titule naboljeg igrača kao i prva mjesta na listama za najviše postignutih pogodaka.

## Vanjske poveznice
- Profil